# Kanontorn

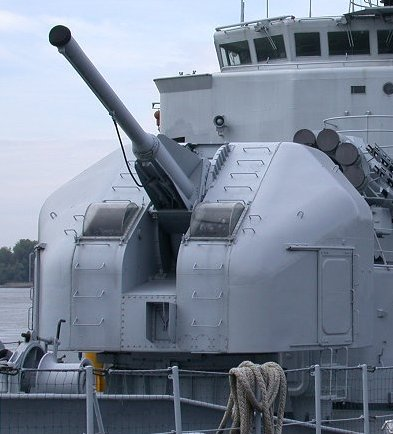
Exempel på ett kanontorn på ett fartyg.

Kanontorn är en konstruktion som innehåller en kanon av något slag som skyddar själva vapnet samt tornets eventuella besättning och som kan svängas runt så att vapnet kan avfyras i flera olika riktningar. Kanontorn finns på pansarfordon, örlogsfartyg och som en del av vissa befästningar.